# Янга Фернандес
Янга (Ян) Роланд Фернандес (нар. 10 червня 1971) — американський астроном канадського походження, співробітник Університету Центральної Флориди.
Разом зі Скоттом Шеппардом він відкрив групу Карме, групу супутників Юпітер.

## Біографія
Народився в Міссісазі в Канаді, виріс в Нью-Йорку, Міннеаполісі та Вашингтоні, а навчався в середній школі у Форт-Майерсі у Флориді. Після навчання в Каліфорнійському технологічному інституті отримав ступінь доктора філософії в Університеті штату Меріленд у 1999 році. У 1994 році, коли Фернандес був студентом, він допомагав підтримувати один із перших списків електронної пошти, який використовувався астрономами для передачі новин про швидкоплинну подію — зіткнення комети Шумейкера-Леві 9 з Юпітером. З 1999 по 2005 рік він був постдоком в Інституті астрономії Гавайського університету, а потім прийняв посаду професора-асистента в Університеті Центральної Флориди.
Його дослідження зосереджені на фізичних властивостях та еволюції астероїдів і комет.
На його честь названо астероїд 12225 Янфернандес.